# Halda Ema
Halda Ema (halda Trojice, někdy také psáno jako Ema-Terezie či Terezie-Ema) je ostravská kuželová halda v Slezské Ostravě na pravém břehu řeky Ostravice v Moravskoslezském kraji. Její vrchol byl prokazatelně ve výšce 325 m n. m. a zřejmě byl také nejvyšším bodem Ostravy.[zdroj?] Vlivem prohořívání, usazování a důlní činnosti, se výška haldy Emy postupně snížila, v roce 2009 se udávala výška 312 až 315 m n. m, v roce 2025 byla výška 306 metrů. Halda je populární turistickou destinací, je zarostlá lesy a nabízí výhled na Ostravu a okolní města a vesnice, Beskydy, Jeseníky, Moravskou bránu a do Polska.

## Popis

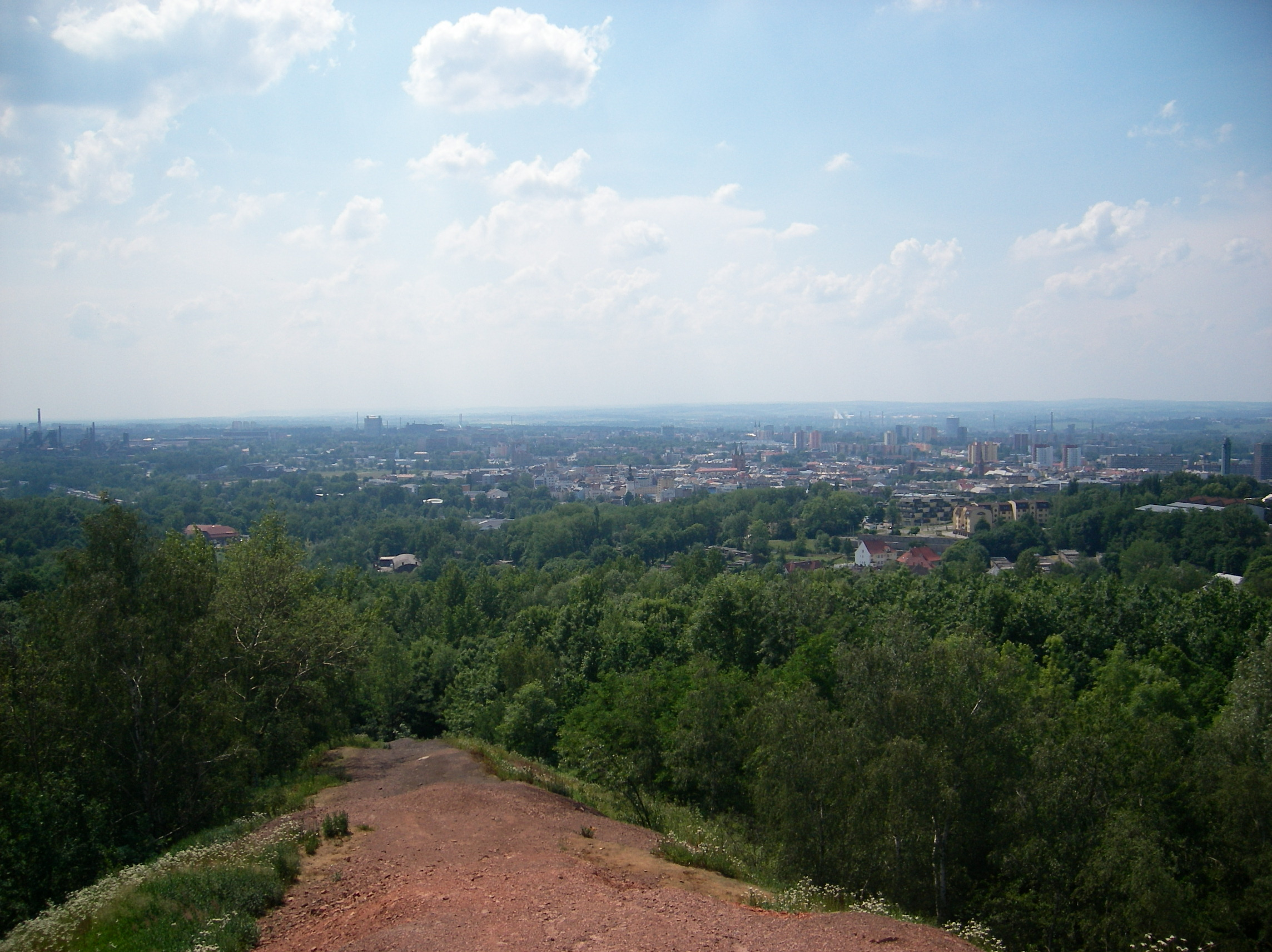
Pohled na Ostravu z Haldy Emy

Nejvyšší halda se historicky jmenuje Trojice podle blízkého dolu, ze kterého pochází navršený materiál, a nikoliv Ema (Emma Lucia byl malý důl opodál s téměř neznatelnou haldou). Jméno Ema však bylo zpopularizováno širokou veřejností, a proto je halda dnes známa převážně pod tímto názvem. Současný komplex odvalů se skládá z hlavního kuželového vrcholu Trojice (Ema), nižší haldy Terezie a kolem dokola rozprostřeného terasového prstence odvalu Petr Bezruč. Dohromady jejich plocha tvoří jednu z nejrozsáhlejších haldových akumulací v Ostravě, převýšení od úpatí po vrchol dosahuje 70 m a samotná vrcholová vyhlídka je třetím nejvyšším bodem Ostravy.

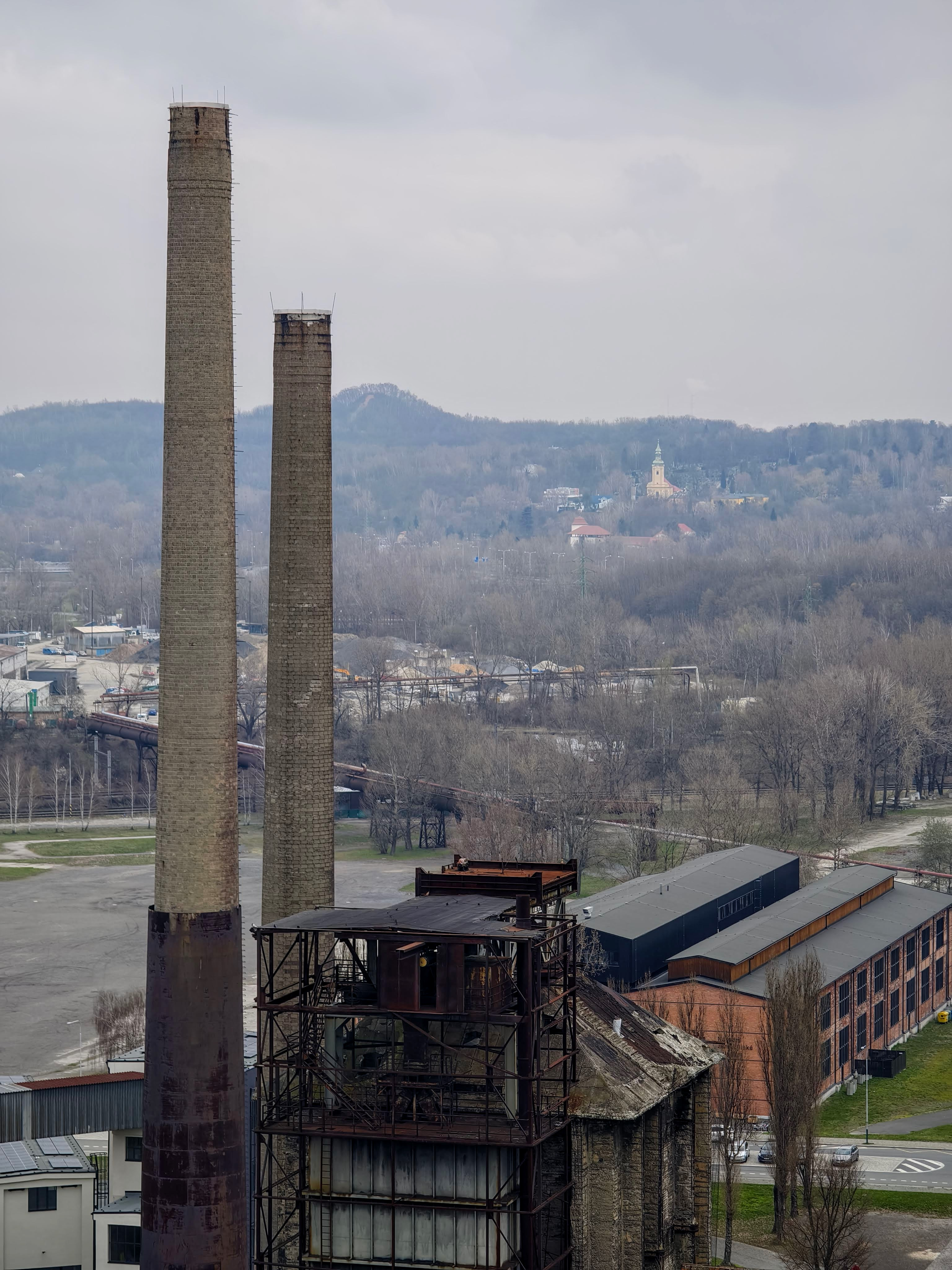
Pohled na Haldu Emu z Bolt Tower

Tvoří ji miliony tun vytěžené hlušiny z ostravských dolů (rozloha: 82 hektarů, objem: přes 28 mil. m³). Počátky jejího založení pravděpodobně sahají do doby před rokem 1920. Halda stále pracuje, proto z ní vyvěrají bělostné obláčky plynů obsahující zejména oxid siřičitý. Její povrch je neustále zahříván vnitřními procesy – uvnitř hořící haldy dosahuje teplota až 900 °C. Při této teplotě mj. vznikají vzácné nerosty – porcelanity a jaspisy. Vzhledem k těmto skutečnostem na ni byl nejprve vstup povolen jen na vlastní nebezpečí. V roce 2011 zakázala společnost RPG RE Land, která byla majitelem pozemku, vstup na haldu. Zákaz zdůvodnila tím, že „nelze zaručit bezpečnost osob a majetku nacházejících se na haldě“. Tento zákaz byl odvolán 30. září 2012. Od roku 2023 vlastní haldu město Ostrava.
Díky teplu, které z hory vyvěrá, na haldě roste teplomilná flóra. Vyskytuje se zde také stepní fauna. Na severní straně je hustý les, jižní strana (která stále prohořívá) je zatím holá a panuje na ní subtropické klima, kde se ani v zimních měsících nevyskytuje sníh, ale roste zde celoročně tráva.[zdroj?]
K haldě lze dojít od ostravského výstaviště Černá louka (resp. od Sýkorova mostu) nebo od zoo po žluté turistické značce. Klub českých turistů tuto trasu pojmenoval po zakladateli české turistiky Adolfu Podroužkovi. Ema je třetím nejvyšším místem Ostravy. Tím prvním je kopec Nad Stádlem (334 m n. m.) v Krásném Poli , druhým pak vyvýšenina nad Hošťálkovicemi (318 m n. m.).

## Další informace
Halda se nachází poblíž Zoologické zahrady a botanického parku Ostrava. 

## Galerie

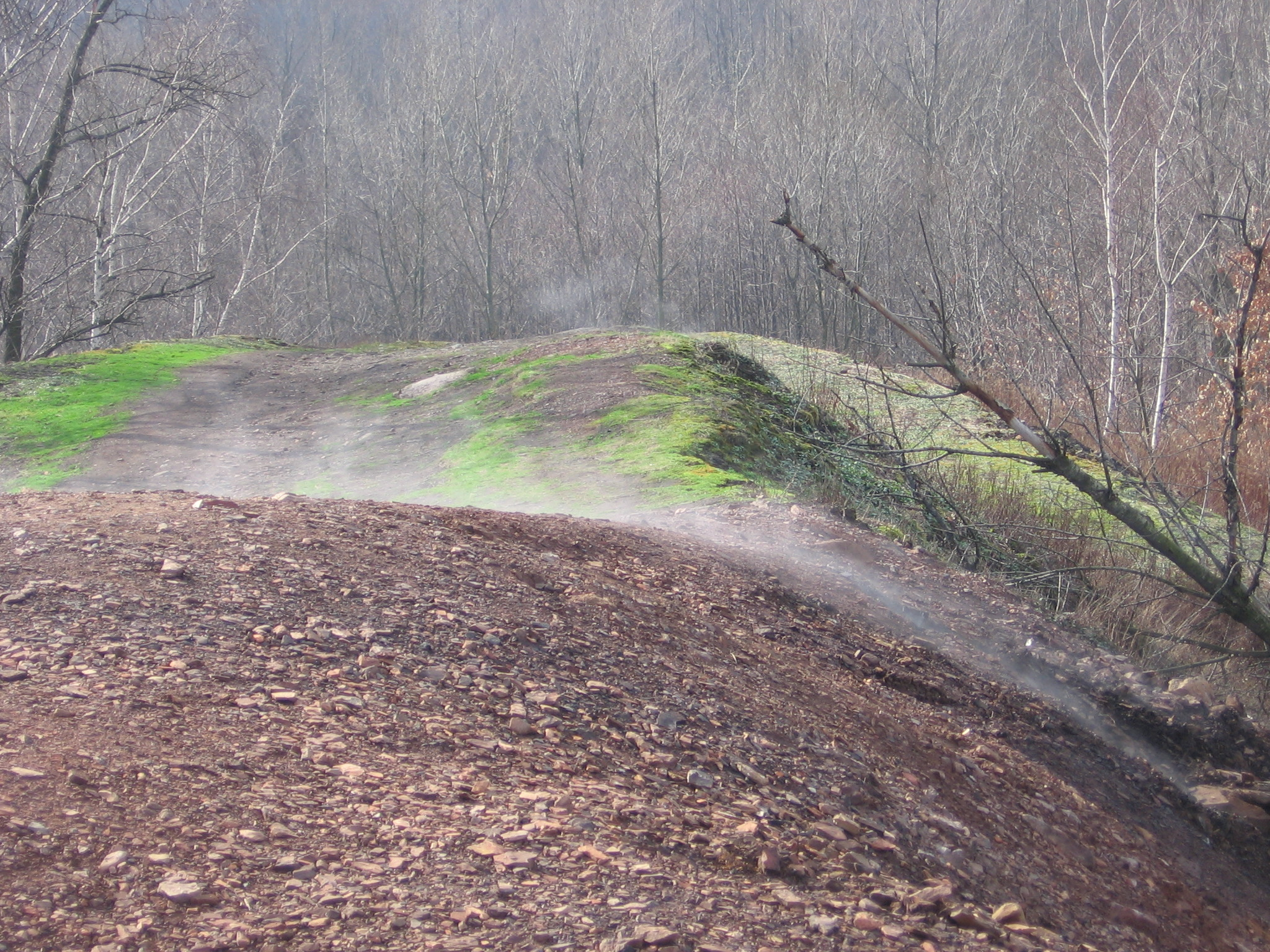
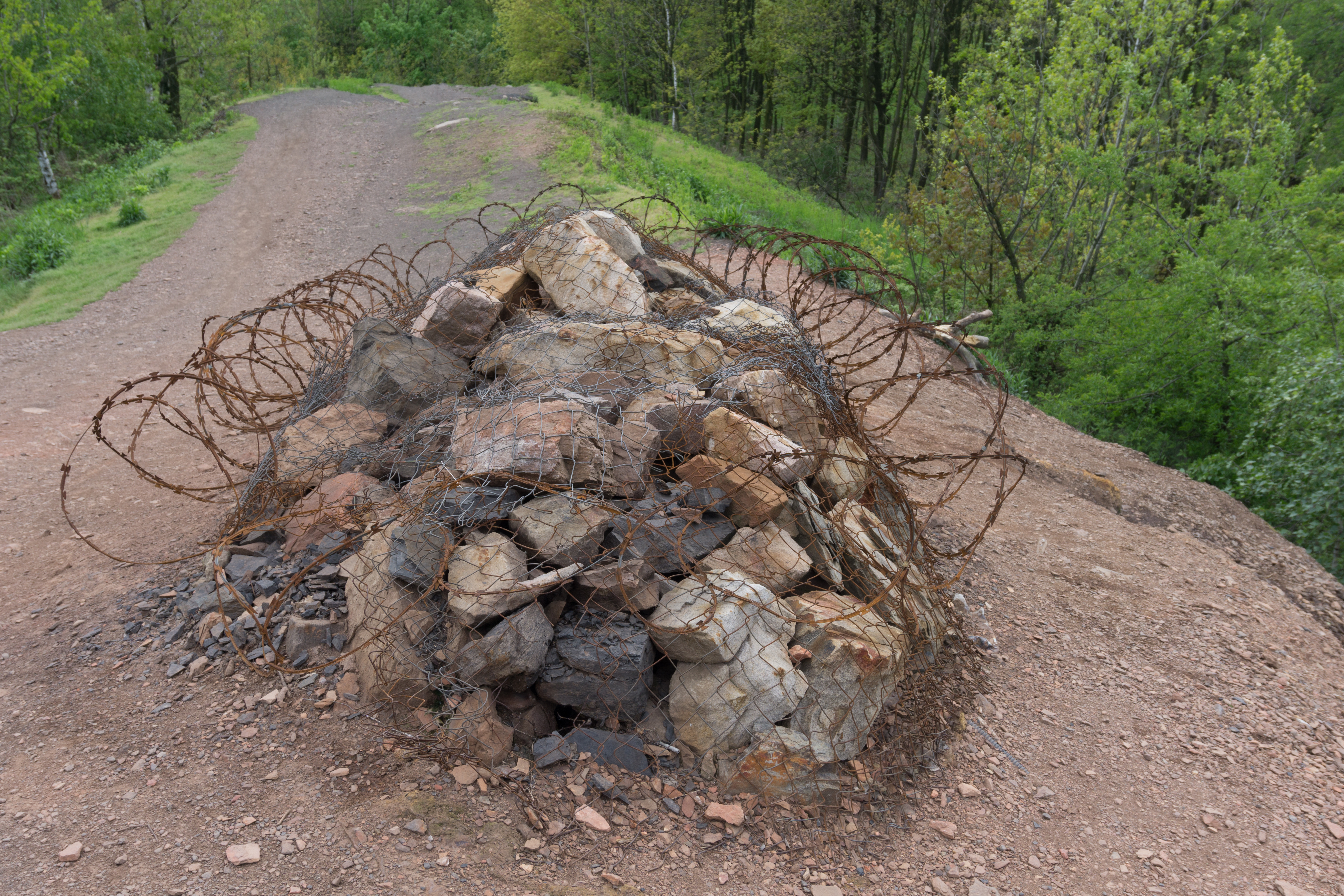